# Linia kolejowa Włodzimierz – Kowrow
Linia kolejowa Włodzimierz – Kowrow – linia kolejowa w Rosji łącząca stację Włodzimierz ze stacją Kowrow I. Jest to fragment nowego szlaku Kolei Transsyberyjskiej. 
Zarządzana jest przez region gorkowski Kolei Gorkowskiej, wchodzącej w skład Kolei Rosyjskich. 
Linia położona jest w obwodzie włodzimierskim. Na całej długości jest zelektryfikowana i dwutorowa.

## Historia
Linia powstała w 1862, w Imperium Rosyjskim, jako część linii Moskwa – Niżny Nowogród. Następnie leżała w Związku Sowieckim. Od 1991 linia położona jest w Rosji.